# Dorcadion sareptanum
Dorcadion sareptanum — вид жуков-усачей из подсемейства ламиин, рода корнеедов.

## Описание
Жук длиной от 8,5 до 12 мм. Боковые бугры переднеспинки большие, но тупые, их шипы едва заметны. Полосы надкрылий тускловатые; спинная и обычно плечева полосы в тёмных пятнах изъеденные, часто ребристые.

## Экология
Обитает в степях.

## Подвиды
- Dorcadion sareptanum euxinum Suvorov, 1915 (= Dorcadion euxinum Suvorov, 1916; Dorcadion sareptanum kubanicum Plavilstshikov, 1934) — Россия[2].
- Dorcadion sareptanum sareptanum Kraatz, 1873 (= Pedestredorcadion sareptanum sareptanum (Kraatz, 1873)) — Россия и Казахстан[2].